# 16 sierpnia
16 sierpnia jest 228. (w latach przestępnych 229.) dniem w kalendarzu gregoriańskim. Do końca roku pozostaje 137 dni.

## Święta
- Imieniny obchodzą: Ambroży, Anioł, Arsacjusz, Ciechosław, Diomedes, Domarad, Domasuł, Eleuteria, Eleuteriusz, Eleutery, Emil, Laurencjusz, Laurenty, Piotra, Roch, Sabbas, Stefan, Symplicjusz, Symplicy, Tytus i Wawrzyniec.
- Dominikana – Dzień Odrodzenia
- Wspomnienia i święta w Kościele katolickim[1][2] obchodzą:
  - bł. Maria Sagrario od św. Alojzego Gonzagi (dziewica i męczennica)
  - św. Diomedes (zm. 305, męczennik z Nicei)
  - bł. Petra od św. Józefa (dziewica)
  - św. Roch (pielgrzym)
  - św. Stefan Węgierski (król)
  - św. Teodor (biskup z Octodorum)
  - św. Armel (francuski mnich, czasem utożsamiany z królem Arturem)[3]

## Wydarzenia w Polsce
- 1264 – Książę wielkopolski Bolesław Pobożny wydał Statut kaliski gwarantujący prawa Żydom.
- 1409 – Wielka wojna z zakonem krzyżackim: wojska zakonne skoncentrowane w rejonie Brodnicy w ziemi chełmińskiej przypuściły główny atak na ziemię dobrzyńską.
- 1414 – Wojna głodowa: wojska polsko-litewskie rozpoczęły oblężenie Lidzbarka Warmińskiego.
- 1456 – Wojna trzynastoletnia: w Toruniu zawarto układ o sprzedaży Polsce sześciu zamków i miast przez zaciężnych krzyżackich.
- 1569 – Założono Wyższe Seminarium Duchowne we Włocławku.
- 1634 – Mścisław został lokowany na prawie magdeburskim i otrzymał herb miejski.
- 1649 – Powstanie Chmielnickiego: zakończyła się nierozstrzygnięta bitwa pod Zborowem.
- 1762 – Wojna siedmioletnia: zwycięstwo wojsk pruskich nad austriackimi w bitwie pod Dzierżoniowem.
- 1770 – Zwycięstwo konfederatów barskich nad Rosjanami w bitwie pod Kościanem.
- 1794 – W czasie insurekcji kościuszkowskiej w Warszawie wprowadzono do obiegu pierwsze polskie banknoty.
- 1800 – Wybuchł wielki pożar Mszczonowa.
- 1876 – W Rymanowie-Zdroju odkryto źródła wód leczniczych.
- 1905 – Otwarto nieistniejącą już stację kolejową Gdańsk Wąskotorowy.
- 1911 – Cesarz Mikołaj II Romanow zatwierdził zarządzenie o likwidacji Twierdzy Warszawa, co pozwoliło na uchylenie 9 września zakazu budowy na fortecznych esplanadach i rozbudowę miasta.
- 1914 – W Krakowie powstał Naczelny Komitet Narodowy.
- 1919 – Wybuchło I powstanie śląskie.
- 1920 – Wojna polsko-bolszewicka: rozpoczęło się polskie kontruderzenie znad Wieprza; rozkazem ministra wojny utworzono obóz dla internowanych w Jabłonnie.
- 1922 – Powstał blok wyborczy Chrześcijański Związek Jedności Narodowej (pot. Chjena).
- 1937 – Wybuch Wielkiego Strajku Chłopskiego
- 1938 – Komunistyczna Partia Polski została rozwiązana przez Komintern.
- 1939 – Żołnierz 2. Batalionu Strzelców z Tczewa Michał Różanowski został zastrzelony pod Miłobądzem, po omyłkowym przekroczeniu granicy z Wolnym Miastem Gdańsk[4].
- 1941 – Niemcy zamordowali 480 Żydów (głównie mężczyzn) z getta w Kostopolu na Wołyniu.
- 1943 – Niemcy rozpoczęli ostateczną likwidację getta żydowskiego w Białymstoku. W getcie wybuchł bunt.
- 1944:
  - 16. dzień powstania warszawskiego: radio berlińskie po raz kolejny nadało fałszywą informację, jakoby powstanie zostało zdławione.
  - 74 Polaków zostało zamordowanych w czasie ataku oddziału UPA na Muczne w Bieszczadach.
  - Zwycięstwem polsko-radzieckim zakończyła się bitwa pancerna pod Studziankami.
- 1945 – Polska podpisała ze ZSRR układ ostatecznie regulujący kształt granicy wschodniej.
- 1950 – Dokonano oblotu szybowca SZD-7 Osa.
- 1963 – Tamara Miansarowa z ZSRR i Simone Langlois z Francji wygrały ex-aequo konkurs międzynarodowy podczas III Konkursu Sopot Festival.
- 1980 – Sierpień 1980: w Gdańsku powstał Międzyzakładowy Komitet Strajkowy z Lechem Wałęsą na czele.
- 1982 – Premiera filmu Debiutantka w reżyserii Barbary Sass.
- 1985 – W Warszawie i we Wrocławiu rozpoczęły się pierwsze w Polsce kongresy międzynarodowe Świadków Jehowy pod hasłem „Lud zachowujący prawość”.
- 2002 – Rozpoczęła się VII pielgrzymka Jana Pawła II.
- 2010 – Początek budowy II linii warszawskiego metra.

## Wydarzenia na świecie

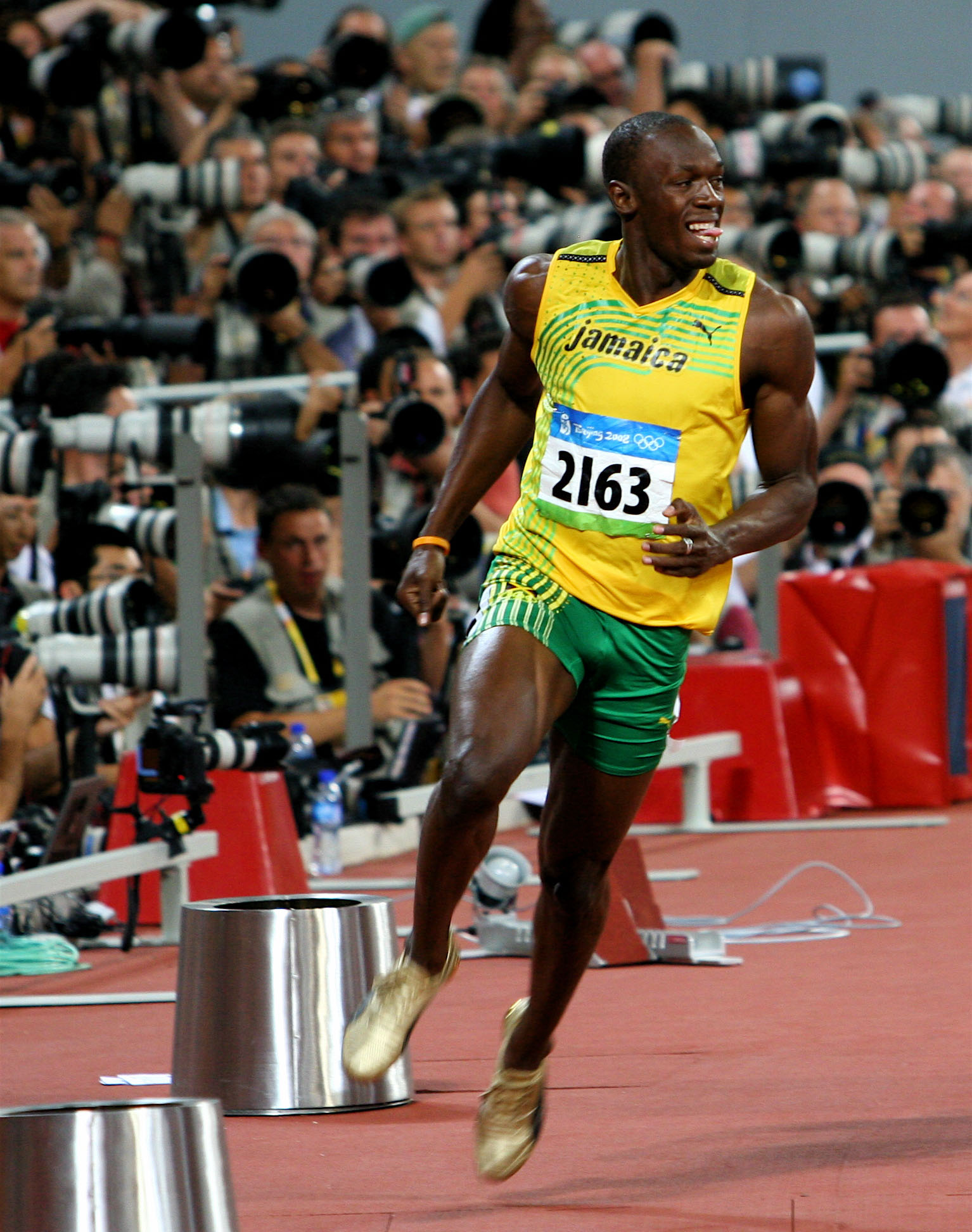
Usain Bolt tuż po pobiciu rekordu świata w biegu na 100 m podczas XXIX Letnich Igrzysk Olimpijskich w Pekinie (2008)

- 1271 – Poświęcono katedrę w szwedzkim Västerås.
- 1284 – Król Francji Filip IV Piękny poślubił Joannę I z Nawarry.
- 1328 – We włoskim mieście Mantua został obalony ostatni władca z dynastii z Bonacolsich, Rinaldo Bonacolsi, a władzę przejął „Kapitan Ludu” Luigi I Gonzaga.
- 1419 – Zygmunt Luksemburski został królem Czech.
- 1513 – IV wojna włoska: zwycięstwo wojsk niemiecko-angielskich nad francuskimi w bitwie pod Guinegate.
- 1519 – Rozpoczął się marsz w głąb Meksyku 500 Hiszpanów, 1500 wojowników totonackich oraz tysięcy tragarzy pod dowództwem Hernána Cortésa.
- 1532 – Jan Fryderyk I został księciem-elektorem Saksonii i landgrafem Turyngii.
- 1632 – Wojna trzydziestoletnia: zwycięstwo wojsk szwedzkich nad niemiecką Ligą Katolicką w II bitwie pod Wiesloch.
- 1685 – V wojna austriacko-turecka: zwycięstwo wojsk cesarskich w bitwie pod Ostrzyhomiem.
- 1705 – Wojna o sukcesję hiszpańską: zwycięstwo wojsk francuskich nad austriackimi w bitwie pod Cassano.
- 1717 – VI wojna austriacko-turecka: wojska austriackie zdobyly Belgrad.
- 1728 – Vitus Bering odkrył Wyspy Diomedesa w Cieśninie Beringa.
- 1760 – Brytyjska wojna z Indianami i Francuzami: rozpoczęła się bitwa o Tysiąc Wysp.
- 1777 – Wojna o niepodległość Stanów Zjednoczonych: zwycięstwo wojsk amerykańskich w bitwie pod Bennington
- 1780 – Wojna o niepodległość Stanów Zjednoczonych: klęska wojsk amerykańskich w bitwie pod Camden.
- 1809 – Założono Uniwersytet Humboldtów w Berlinie.
- 1812:
  - Inwazja Napoleona na Rosję: rozpoczęła się bitwa pod Smoleńskiem.
  - Wojna amerykańsko-brytyjska: kapitulacja amerykańskiej załogi w Fort Detroit.
- 1819 – W Manchesterze kawaleria dokonała masakry demonstrantów, zabijając 15 osób i raniąc 650.
- 1842 – Juan Crisóstomo Torrico został prezydentem Peru.
- 1855 – Wojna krymska: zwycięstwo wojsk tureckich nad wojskami rosyjskimi w bitwie nad Czarną Rzeką.
- 1857 – Brytyjski astronom Norman Robert Pogson odkrył planetoidę (46) Hestia.
- 1858 – Królowa brytyjska Wiktoria i prezydent USA James Buchanan oficjalnie zainaugurowali działalność transatlantyckiego kabla telegraficznego, wymieniając telegramy z pozdrowieniami. Miesiąc później kabel, wskutek zastosowania zbyt wysokiego napięcia, uległ zniszczeniu.
- 1865 – Restauracja niepodległości Dominikany po powtórnej okupacji hiszpańskiej.
- 1868 – W Chile tsunami wywołane trzęsieniem ziemi zabiło 70 tys. osób.
- 1869 – Wojna paragwajska: zwycięstwo wojsk brazylijskich nad paragwajskimi w bitwie pod Acosta Ñu.
- 1870 – Wojna francusko-pruska: zwycięstwo wojsk pruskich w bitwie pod Mars-la-Tour.
- 1873 – Kanadyjski astronom James Craig Watson odkrył planetoidę (133) Cyrene.
- 1883 – Założono holenderski klub piłkarski FC Dordrecht.
- 1884 – Robert Stout został premierem Nowej Zelandii.
- 1896 – Skookum Jim natrafił na złotonośne pokłady nad Bonanza Creek w Jukonie. Rozpoczęła się gorączka złota nad Klondike.
- 1897 – Rozpoczęła się belgijska wyprawa antarktyczna, w której udział wzięli Henryk Arctowski i Antoni Bolesław Dobrowolski.
- 1898 – Utworzono Bretońską Unię Regionalistyczną.
- 1904 – Uruchomiono komunikację tramwajową we Władykaukazie.
- 1906 – Trzęsienie ziemi i wywołane nim tsunami zrujnowały miasto Valparaíso w Chile; zginęły 3882 osoby, a około 20 tys. zostało rannych.
- 1909 – Ludvig Holstein-Ledreborg został premierem Danii.
- 1914 – I wojna światowa: rozpoczęła się serbsko-austro-węgierska bitwa pod górą Cer, zakończona 19 sierpnia zwycięstwem wojsk serbskich.
- 1920:
  - Założono albański klub piłkarski KF Tirana.
  - Zawodnik drużyny baseballowej Cleveland Indians Ray Chapman został trafiony piłką w głowę przez Carla Maysa z New York Yankees, w wyniku czego zmarł następnego dnia w szpitalu. Był to drugi i do tej pory ostatni śmiertelny wypadek gracza w trakcie meczu Major League Baseball.
- 1921 – Aleksander I Karadziordziewić został królem Serbów, Chorwatów i Słoweńców.
- 1924:
  - Pod Rzymem znaleziono zakopane ciało socjalistycznego deputowanego Giacomo Matteottiego, który 10 czerwca tego roku został uprowadzony i zamordowany przez faszystów.
  - W Mińsku został aresztowany Boris Sawinkow, jeden z przywódców antysowieckiej walki zbrojnej na Białorusi.
- 1928 – Meksykańska wyspa Guadalupe na Pacyfiku została rezerwatem przyrody.
- 1929:
  - W Palestynie wybuchły krwawe zamieszki żydowsko-arabskie.
  - W Paryżu zakończyły się zorganizowane po raz pierwszy międzynarodowe zawody lotnicze Challenge 1929. Zwyciężył Niemiec Fritz Morzik na samolocie BFW M.23b.
- 1930 – Rafael Leónidas Trujillo został prezydentem Dominikany.
- 1933 – Włoski statek pasażerski „Rex” zdobył Błękitną Wstęgę Atlantyku.
- 1935 – Brytyjsko-duńska wyprawa zdobyła leżącą na Grenlandii Górę Gunnbjørna, najwyższy szczyt Arktyki (3694 m n.p.m.).
- 1936 – W Berlinie zakończyły się XI Letnie Igrzyska Olimpijskie.
- 1940:
  - Hiszpański malarz Salvador Dalí i jego żona Gala przybyli do USA, gdzie mieszkali do 1948 roku.
  - Premiera amerykańskiego thrillera szpiegowskiego Zagraniczny korespondent w reżyserii Alfreda Hitchcocka.
- 1941:
  - Atak Niemiec na ZSRR: wojska niemieckie zdobyły Mikołajów.
  - Józef Stalin wydał rozkaz nr 270, który nakazywał żołnierzom i komisarzom walczyć do końca pod groźbą śmierci dla nich i kary pozbawienia wolności dla ich rodzin.
- 1942 – Rozpoczęła się korsarska operacja „Wunderland” niemieckiego ciężkiego krążownika „Admiral Scheer”.
- 1944 – II wojna chińsko-japońska: rozpoczęła się bitwa pod Guilin-Liuzhou.
- 1946 – Dumarsais Estimé został prezydentem Haiti.
- 1950 – Joseph Pholien został premierem Belgii.
- 1951 – We francuskiej miejscowości Pont-Saint-Esprit doszło do masowego zatrucia i wywołanych nim halucynacji u kilkuset osób.
- 1952:
  - Dokonano oblotu samolotu pasażerskiego Bristol Britannia.
  - W wiosce Lynmouth w angielskim hrabstwie Devon w powodzi wywołanej oberwaniem chmury zginęły 34 osoby, a 420 straciło dach nad głową.
- 1953 – Abd Allah al-Jafi został po raz czwarty premierem Libanu.
- 1960:
  - Abp Makarios III proklamował niepodległość Cypru (od Wielkiej Brytanii).
  - Projekt „Excelsior”: Amerykanin Joseph Kittinger ustanowił nieaktualny już nieoficjalny rekord wysokości skoku spadochronowego (31 300 m).
- 1962:
  - Algieria została członkiem Ligi Państw Arabskich.
  - Perkusista Pete Best został wyrzucony z grupy The Beatles.
- 1963 – Alphonse Massamba-Débat został prezydentem Konga.
- 1965 – W katastrofie lecącego z Nowego Jorku do Chicago Boeinga 727-22 linii United Airlines na Jeziorze Michigan zginęło wszystkich 30 osób na pokładzie.
- 1966 – W bazie lotniczej Chacor wylądował iracki myśliwiec MiG-21, którego pilot Munir Redfa został namówiony przez Mosad do ucieczki do Izraela. W ten sposób uzyskano dostęp do zaawansowanej radzieckiej technologii lotniczej.
- 1972:
  - Marokańskie myśliwce usiłowały bezskutecznie zestrzelić samolot wracającego z Francji króla Hassana II. Następnego dnia minister obrony gen. Mohammed Oufkir, stojący na czele spisku mającego wprowadzić w kraju rządy republikańskie, popełnił samobójstwo.
  - Przyjęto nowy wzór flagi Luksemburga.
- 1974:
  - Pod Johannesburgiem w Południowej Afryce otwarto Port lotniczy Lanseria.
  - Wojska tureckie wstrzymały ofensywę na Cyprze, zajmując do tej pory 37% powierzchni wyspy.
- 1975 – Został aresztowany amerykański seryjny morderca Ted Bundy.
- 1976 – Około 8 tys. osób zginęło wskutek trzęsienia ziemi i wywołanego nim tsunami na filipińskiej wyspie Mindanao.
- 1980 – Dokonano oblotu brazylijskiego samolotu treningowego Embraer EMB 312 Tucano.
- 1982 – Hiszpańskie regiony Aragonia, Kastylia-La Mancha i Nawarra otrzymały autonomię.
- 1984:
  - Dokonano oblotu włosko-francuskiego samolotu pasażersko-transportowego ATR 42.
  - Desmond Hoyte został premierem Gujany.
- 1986 – 60 osób zginęło w katastrofie zestrzelonego przez rebeliantów samolotu Fokker F27 w sudańskim Malakal.
- 1987 – W wyniku katastrofy samolotu McDonnell Douglas MD-80 pod Detroit w stanie Michigan zginęło 156 osób, w tym 2 motocyklistów na ziemi, a 5 kierowców zostało rannych. Spośród osób będących na pokładzie przeżyła jedynie 4-letnia dziewczynka.
- 1990 – Irak i Iran podpisały traktat pokojowy kończący wojnę iracko-irańską.
- 1991:
  - Jan Paweł II jako pierwszy papież przybył na Węgry.
  - W katastrofie Boeinga 737 w indyjskim mieście Imphal zginęło 69 osób.
- 1995 – W referendum na Bermudach odrzucona została propozycja ogłoszenia niepodległości od Wielkiej Brytanii.
- 1996 – Derviş Eroğlu został po raz drugi premierem Cypru Północnego.
- 2002 – Na obszarze należącej do Norwegii Wyspy Niedźwiedziej i otaczających ją wód w promieniu czterech mil morskich utworzono Rezerwat Wyspy Niedźwiedziej.
- 2003 – Rząd Libii wziął na siebie odpowiedzialność za zamach na samolot Pan Am nad Lockerbie w 1988 roku.
- 2004 – Kalkot Mataskelekele został prezydentem Vanuatu.
- 2005:
  - 17 hiszpańskich żołnierzy sił pokojowych ISAF zginęło w katastrofie śmigłowca koło afgańskiego miasta Herat.
  - 90-letni brat Roger, założyciel Wspólnoty Taizé, został zamordowany trzema ciosami nożem przez 36-letnią, psychicznie chorą Rumunkę.
  - Pedro Pablo Kuczynski został premierem Peru.
  - Siergiej Krikalow pobił należący do Siergieja Awdiejewa rekord łącznego pobytu w kosmosie (748 dni).
  - W Kolonii rozpoczęły się X Światowe Dni Młodzieży.
  - W zachodniej Wenezueli rozbił się po błędzie pilota samolot McDonnell Douglas MD-80 należący do West Caribbean Airways, w wyniku czego zginęło 160 osób.
- 2006:
  - Albania i Afganistan nawiązały stosunki dyplomatyczne.
  - Japoński kuter rybacki został ostrzelany przez rosyjski kuter patrolowy na spornych wodach koło Wysp Kurylskich, w wyniku czego zginął Japończyk, a 3 zatrzymano.
  - Mirek Topolánek został premierem Czech.
- 2007:
  - Rząd Australii ogłosił decyzję o zezwoleniu na eksport uranu do Indii.
  - Wojna w Afganistanie: miał miejsce incydent w Nangar Chel.
- 2008 – Podczas XXIX Letnich Igrzysk Olimpijskich w Pekinie reprezentant Jamajki Usain Bolt ustanowił ówczesny rekord świata w biegu na 100 m (9,69 s).
- 2009 – Podczas odbywających się w Berlinie XII Mistrzostw Świata w Lekkoatletyce Usain Bolt poprawił własny rekord świata w biegu na 100 m (9,58 s).
- 2010 – katastrofa lotu AIRES 8250
- 2011 – W Madrycie rozpoczęły się XXVI Światowe Dni Młodzieży.
- 2012:
  - 34 górników zostało zastrzelonych przez południowoafrykańską policję podczas strajku w kopalni platyny Marikana koło Rustenburga.
  - Danilo Medina został prezydentem Dominikany.
- 2015 – W katastrofie lecącego z Jayapury do Oksibil w indonezyjskiej prowincji Papua należącego do linii Trigana Air Service samolotu ATR 42-300 zginęły wszystkie 54 osoby na pokładzie (5 członków załogi i 49 pasażerów).
- 2017 – Ahmad Ujahja został po raz czwarty premierem Algierii.
- 2021:
  - Talibowie ustanowili nową flagę Afganistanu w postaci czarnej szahady umiejscowionej centralnie na białym tle, która jest również flagą ich organizacji.
  - W rosyjskiej republice autonomicznej Karaczajo-Czerkiesji utworzono Teberdyński Park Narodowy.

## Urodzili się
- 1355 – Filipa Plantagenet, hrabina Ulsteru (zm. 1382)
- 1378 – Hongxi, cesarz Chin (zm. 1425)
- 1397 – Albrecht II Habsburg, książę Austrii, król Niemiec, Węgier i Czech (zm. 1439)
- 1401 – Jakobina Bawarska, hrabina Hainaut, Holandii i Zelandii (zm. 1436)
- 1557 – Agostino Carracci, włoski malarz, rytownik (zm. 1602)
- 1565 – Krystyna Lotaryńska, wielka księżna Toskanii (zm. 1637)
- 1573 – Anna Habsburżanka, królowa Polski i Szwecji (zm. 1598)
- 1592 – Wybrand de Geest, holenderski malarz portrecista (zm. ok. 1661)
- 1600 – Maria Celeste, włoska klaryska (zm. ok. 1634)
- 1604 – Bernard (książę Saksonii-Weimar), książę sasko-weimarski, landgraf Turyngii, generał (zm. 1639)
- 1644 – François-Timoléon de Choisy, francuski duchowny katolicki, historyk (zm. 1724)
- 1645 – Jean de La Bruyère, francuski pisarz (zm. 1696)
- 1650 – Vincenzo Maria Coronelli, włoski franciszkanin, geograf, kartograf, encyklopedysta (zm. 1718)
- 1655 – Fryderyk Chrystian, hrabia Schaumburg-Lippe (zm. 1728)
- 1658 – Jan Frans van Son, holenderski malarz (zm. po 1704)
- 1662 – Jan Adam I, książę Liechtensteinu (zm. 1712)
- 1682 – Ludwik Burbon, delfin Francji (zm. 1712)
- 1706 – Florian Joseph Bahr, niemiecki jezuita, misjonarz (zm. 1771)
- 1744 – Pierre Méchain, francuski astronom, geodeta (zm. 1804)
- 1761 – Jewstigniej Fomin, rosyjski kompozytor (zm. 1800)
- 1795 – Heinrich Marschner, niemiecki kompozytor (zm. 1861)
- 1801 – Ludwik Bierkowski, polski chirurg, uczestnik powstania listopadowego (zm. 1860)
- 1802 – Moritz Wilhelm Drobisch, niemiecki filozof, matematyk (zm. 1896)
- 1809 – Ludwik Lemański, polski podporucznik, uczestnik powstania listopadowego (zm. 1873)
- 1815 – Jan Bosko, włoski duchowny katolicki, założyciel zakonu salezjanów, święty (zm. 1888)
- 1816 – Hermann Kabath, niemiecki botanik, pedagog (zm. 1888)
- 1817 – Józef Jabłkowski, polski przedsiębiorca (zm. 1889)
- 1821 – Arthur Cayley, brytyjski matematyk, prawnik, wykładowca akademicki (zm. 1895)
- 1823 – Elise Justine Bayard, amerykańska poetka (zm. 1853)
- 1827 – Ignacy Łobos, polski duchowny katolicki, biskup pomocniczy przemyski, biskup tarnowski (zm. 1900)
- 1829 – Mathilde Weber, niemiecka feministka (zm. 1901)
- 1831:
  - Ebenezer Cobb Morley, brytyjski sportowiec (zm. 1924)
  - John Jones Ross, kanadyjski lekarz, polityk (zm. 1901)
- 1832 – Wilhelm Wundt, niemiecki psycholog, filozof (zm. 1920)
- 1834:
  - Jean-Baptiste Auguste Puton, francuski entomolog (zm. 1913)
  - Barend Joseph Stokvis, holenderski lekarz pochodzenia żydowskiego (zm. 1902)
- 1840:
  - Jan Edward Hofmokl, polski chirurg, wykładowca akademicki (zm. 1900)
  - Rudolf von Lobkowitz, austriacki generał artylerii (zm. 1908)
- 1841 – Alexandru Lahovari, rumuński dyplomata, polityk (zm. 1897)
- 1842:
  - Hugo Samuel von Richthofen, niemiecki prawnik, polityk (zm. 1904)
  - Jacob Rosanes, niemiecki matematyk, wykładowca akademicki, szachista pochodzenia żydowskiego (zm. 1922)
- 1845:
  - Wollert Konow, norweski polityk, premier Norwegii (zm. 1924)
  - Gabriel Lippmann, francuski fizyk, wykładowca akademicki, laureat Nagrody Nobla pochodzenia żydowskiego (zm. 1921)
- 1848 – Władimir Suchomlinow, rosyjski generał kawalerii (zm. 1926)
- 1849:
  - Johan Kjeldahl, duński chemik (zm. 1900)
  - Sibylle Gabrielle Riquetti de Mirabeau, francuska arystokratka, pisarka (zm. 1932)
  - Jakab Salgó, węgierski psychiatra (zm. 1918)
- 1851:
  - Henryk Cichowski, polski inżynier mechanik, przedsiębiorca (zm. 1910)
  - Gerald FitzGerald, brytyjski arystokrata, polityk pochodzenia irlandzkiego (zm. 1893)
- 1853 – Stanisław Jabłoński, polski lekarz, polityk, burmistrz Rzeszowa (zm. 1922)
- 1855 – William Phillips, walijski rugbysta, sędzia i działacz sportowy (zm. 1918)
- 1858 – Arthur Achleitner, niemiecki pisarz (zm. 1927)
- 1859 – Jūjirō Kōmoto, japoński okulista, wykładowca akademicki (zm. 1938)
- 1860:
  - Ołeksandr Kapustianśkyj, grecki duchowny greckokatolicki, polityk (zm. 1939)
  - Jules Laforgue, francuski poeta (zm. 1887)
  - Karol Dominik Witkowski, polsko-amerykański malarz portrecista (zm. 1910)
- 1864 – Kristian Hude, duński fotograf (zm. 1929)
- 1865 – Mary Gilmore, australijska pisarka, działaczka społeczna (zm. 1962)
- 1866 – Karl Fazer, fiński przedsiębiorca, strzelec sportowy pochodzenia szwajcarskiego (zm. 1932)
- 1869:
  - Léon Kauffman, luksemburski polityk, premier Luksemburga (zm. 1952)
  - Mignon Talbot, amerykańska paleontolog (zm. 1950)
- 1870 – Heinrich Küster, niemiecki architekt, urzędnik budowlany (zm. 1956)
- 1871:
  - Franciszek Kamocki, polski heraldyk, weksykolog (zm. 1933)
  - Władysław Krzemiński, polski filmowiec, pionier polskiej kinematografii (zm. 1942)
  - Zakaria Paliaszwili, gruziński kompozytor operowy (zm. 1933)
- 1872 – Siegmund von Hausegger, austriacki kompozytor, dyrygent (zm. 1948)
- 1874:
  - Gerhard Hessenberg, niemiecki matematyk (zm. 1925)
  - Dmitrij Uljanow, radziecki lekarz, rewolucjonista, polityk (zm. 1943)
  - Aleksander Własow, białoruski działacz narodowy, polityk, senator RP (zm. 1941)
- 1875 – Franciszek Bujak, polski historyk, polityk (zm. 1953)
- 1876 – Iwan Bilibin, rosyjski ilustrator, scenograf (zm. 1942)
- 1878:
  - Léon Binoche, francuski rugbysta (zm. 1962)
  - Daminik Siamaszka, białoruski działacz społeczny, polityk (zm. 1932)
  - Shigeho Tanaka, japoński ichtiolog, wykładowca akademicki (zm. 1974)
- 1879 – Gustaw Bolesław Baumfeld, polski literat, publicysta, działacz niepodległościowy (zm. 1940)
- 1882:
  - Leonardo Bello, włoski franciszkanin, generał zakonu (zm. 1944)
  - Witold Kukowski, polski ekonomista (zm. 1939)
- 1883 – Hugh Gibson, amerykański dyplomata, literat (zm. 1954)
- 1885 – Ludwik Rządkowski, polski chemik, powstaniec wielkopolski (zm. 1939)
- 1888 – Thomas Edward Lawrence, brytyjski archeolog, podróżnik, wojskowy, dyplomata, pisarz (zm. 1935)
- 1891 – Alfons Zgrzebniok, polski nauczyciel, polityk, działacz samorządowy, komendant powstań śląskich (zm. 1937)
- 1894:
  - Richard Berger, szwajcarski malarz, grafik, historyk sztuki (zm. 1984)
  - Stanisław Mierczyński, polski etnograf muzyczny, kompozytor, skrzypek, taternik (zm. 1952)
- 1895:
  - Liane Haid, austriacka aktorka (zm. 2000)
  - Franciszek Ślusarczyk, polski nauczyciel, polityk, prezydent Rzeszowa (zm. 1963)
- 1896:
  - Wacław Kiełczewski, polski jubiler, polityk, poseł na Sejm PRL (zm. 1975)
  - Tina Modotti, włoska aktorka, fotografik (zm. 1942)
- 1897:
  - Wilhelm Gerard Burgers, holenderski fizyk, chemik, krystalograf (zm. 1988)
  - Cynthia Spencer, brytyjska arystokratka (zm. 1972)
- 1898 – Henryk Fronczak, polski wioślarz, żeglarz, działacz sportowy (zm. 1981)
- 1899:
  - Glenn Strange, amerykański aktor (zm. 1973)
  - Maria Wittek, polska generał brygady (zm. 1997)
- 1900 – Zofia Fedyczkowska, polska śpiewaczka operowa, akompaniatorka (zm. 1982)
- 1901 – Gyula Senkey, węgierski piłkarz (zm. 1983)
- 1902:
  - Gilbert Gérintès, francuski rugbysta (zm. 1968)
  - Stefan Bolesław Poradowski, polski kompozytor (zm. 1967)
- 1903:
  - Mikoła Abramczyk, białoruski publicysta i polityk emigracyjny (zm. 1970)
  - Henryk Pawłowicz, polski samorządowiec, wiceprezydent Warszawy (zm. 1962)
  - Robert Szewalski, polski inżynier, specjalista energetyki cieplnej, wykładowca akademicki (zm. 1993)
- 1904:
  - Ludwik Gietyngier, polski duchowny katolicki, męczennik, błogosławiony (zm. 1941)
  - Wendell Meredith Stanley, amerykański biochemik, laureat Nagrody Nobla (zm. 1971)
- 1905:
  - Ludwik Natanson, polski fizyk, wykładowca akademicki pochodzenia żydowskiego (zm. 1992)
  - Marian Rejewski, polski matematyk, kryptolog (zm. 1980)
  - Tadeusz Sulma, polski botanik (zm. 1993)
- 1906:
  - Franciszek Józef II, książę Liechtensteinu (zm. 1989)
  - Edward Ochab, polski polityk, minister administracji i rolnictwa, I sekretarz KC PZPR, przewodniczący Rady Państwa (zm. 1989)
- 1908:
  - Fuad Jakubowski, radziecki polityk (zm. 1975)
  - Stefan Wesołowski, polski chirurg-urolog (zm. 2009)
- 1910 – Mae Clarke, amerykańska aktorka (zm. 1992)
- 1911:
  - Skinny Johnson, amerykański koszykarz, trener (zm. 1980)
  - Szymon Kobecki, litewski inżynier, dramaturg, poeta pochodzenia karaimskiego (zm. 1985)
  - Kazimierz Sporny, polski pedagog, działacz społeczny (zm. 1983)
- 1912 – Ted Drake, angielski piłkarz, trener (zm. 1995)
- 1913:
  - Menachem Begin, izraelski polityk, premier Izraela (zm. 1992)
  - Maria Krych, polska historyk, tłumaczka pochodzenia żydowskiego (zm. 2005)
  - Jan Skolik, polski harcerz, uczestnik ruchu oporu (zm. 1942)
- 1914 – Pawieł Kutachow, radziecki marszałek lotnictwa (zm. 1984)
- 1915 – Al Hibbler, amerykański piosenkarz (zm. 2001)
- 1916:
  - Federico Cortonesi, włoski bokser (zm. 1947)
  - Akop Manukian, radziecki pilot wojskowy, as myśliwski (zm. 1981)
- 1917:
  - Luigi Accogli, włoski duchowny katolicki, arcybiskup, nuncjusz apostolski (zm. 2004)
  - Jan Rogowski, polski chorąży pilot (zm. 1997)
- 1920:
  - Leonid Bieda, radziecki generał porucznik lotnictwa (zm. 1976)
  - Charles Bukowski, amerykański prozaik, poeta, scenarzysta filmowy, rysownik pochodzenia niemieckiego (zm. 1994)
  - Olgierd Szerląg, polski artysta-plastyk, malarz pejzażysta, twórca mozaik, projektant mebli, wystrojów wnętrz, neonów i odznak (zm. 1996)
- 1921:
  - Juliusz Demel, polski historyk, wykładowca akademicki (zm. 1991)
  - Kazimierz Jankowski, polski generał brygady (zm. 1975)
  - Kazimierz Milewski, polski harcerz, żołnierz AK, uczestnik powstania warszawskiego (zm. 1944)
  - Walentin Nikołajew, rosyjski piłkarz, trener (zm. 2009)
  - Władimir Orłow, radziecki polityk (zm. 1999)
  - Czesław Przybyła, polski aktor (zm. 1990)
  - Max Thurian, szwajcarski teolog chrześcijański (zm. 1996)
- 1922:
  - Martha Adema, holenderska lekkoatletka, sprinterka (zm. 2007)
  - Tadeusz Kozłowski, polski aktor, reżyser teatralny (zm. 2001)
  - Zdeněk Matějček, czeski psycholog (zm. 2004)
  - Robin Skynner, brytyjski psychiatra (zm. 2000)
- 1923:
  - Philippe Gigantès, kanadyjski dziennikarz, korespondent wojenny, polityk (zm. 2004)
  - Eddie Kirkland, amerykański muzyk bluesowy (zm. 2011)
  - Kenneth Lane, kanadyjski kajakarz, kanadyjkarz (zm. 2010)
- 1924:
  - Marian Popiela, polski polityk, poseł na Sejm PRL (zm. 2011)
  - Stanisław Różewicz, polski scenarzysta, reżyser filmowy i teatralny (zm. 2008)
- 1925:
  - Michaił Kawalou, radziecki i białoruski polityk (zm. 2007)
  - Bullumba Landestoy, dominikański pianista, kompozytor (zm. 2018)
  - Włodzimierz Sawczuk, polski generał broni, polityk, wiceminister obrony narodowej, poseł na Sejm PRL, dyplomata (zm. 2010)
- 1926 – Zygmunt Zagórski, polski językoznawca (zm. 2013)
- 1927:
  - Ronald B. Cameron, amerykański polityk (zm. 2006)
  - Joachim Gudel, polski muzykolog, pianista (zm. 2002)
  - Lois Nettleton, amerykańska aktorka (zm. 2008)
  - Angus Scott, brytyjski lekkoatleta, płotkarz i sprinter (zm. 1990)
  - (lub 1928) Karl-Heinz Vosgerau, niemiecki aktor (zm. 2021)
- 1928:
  - Ann Blyth, amerykańska aktorka, piosenkarka
  - Eydie Gormé, amerykańska aktorka, piosenkarka (zm. 2013)
  - Ferenc Juhász, węgierski poeta (zm. 2015)
  - George King, amerykański koszykarz (zm. 2006)
  - Eddie Kirkland, amerykański muzyk bluesowy (zm. 2011)
  - Sheila Lerwill, brytyjska lekkoatletka, skoczkini wzwyż
  - William Clifford Newman, amerykański duchowny katolicki, biskup pomocniczy Baltimore (zm. 2017)
  - Lewan Sanadze, gruziński lekkoatleta, sprinter (zm. 1998)
- 1929:
  - Bill Evans, amerykański pianista i kompozytor jazzowy (zm. 1980)
  - Janusz Gołaski, polski geodeta, kartograf, profesor nauk technicznych (zm. 2024)
  - Fritz Nachmann, niemiecki saneczkarz
  - Helmut Rahn, niemiecki piłkarz (zm. 2003)
- 1930:
  - Robert Culp, amerykański aktor (zm. 2010)
  - Leslie Manigat, haitański polityk, prezydent Haiti (zm. 2014)
  - Antonio Permunian, szwajcarski piłkarz (zm. 2020)
  - Tony Trabert, amerykański tenisista (zm. 2021)
- 1931:
  - Alessandro Mendini, włoski architekt, designer (zm. 2019)
  - Kakuichi Mimura, japoński piłkarz (zm. 2022)
  - Stanisław Pasyk, polski kardiolog, nauczyciel akademicki, polityk (zm. 2020)
- 1932:
  - Witalij Kuzniecow, rosyjski historyk filozofii, wykładowca akademicki (zm. 2011)
  - Həsən Seyidov, azerski i radziecki polityk (zm. 2004)
  - Tadeusz Szybowski, polski aktor (zm. 2019)
- 1933:
  - Ricardo Blume, peruwiański aktor (zm. 2020)
  - Anna Kasperlik-Załuska, polska lekarz, profesor nauk medycznych (zm. 2016)
  - Witold Leszczyński, polski reżyser, scenarzysta i operator filmowy (zm. 2007)
  - Stuart Roosa, amerykański pilot wojskowy, astronauta (zm. 1994)
  - Alfred Sosgórnik, polski lekkoatleta, kulomiot (zm. 2013)
  - Bronisław Surmiak, polski aktor (zm. 2023)
- 1934:
  - Diana Wynne Jones, brytyjska pisarka fantasy (zm. 2011)
  - Pierre Richard, francuski aktor, reżyser filmowy
  - Bronisław Surmiak, polski aktor
  - Ed van Thijn, holenderski politolog, samorządowiec, polityk, minister spraw wewnętrznych, burmistrz Amsterdamu (zm. 2021)
- 1935:
  - Cyril Baselios Malancharuvil, indyjski duchowny katolicki, zwierzchnik Syromalankarskiego Kościoła katolickiego (zm. 2007)
  - Carmelo Borobia, hiszpański duchowny katolicki, biskup pomocniczy Saragossy i Toledo, biskup Tarazony (zm. 2022)
  - Barbro Martinsson, szwedzka biegaczka narciarska
  - Arnaldo Pambianco, włoski kolarz szosowy (zm. 2022)
- 1936:
  - Alan Hodgkinson, angielski piłkarz (zm. 2015)
  - Edward Wende, polski prawnik, adwokat, polityk, senator i poseł na Sejm RP (zm. 2002)
- 1937:
  - Abu Daoud, palestyński terrorysta (zm. 2010)
  - Lorraine Gary, amerykańska aktorka
  - József Madaras, węgierski aktor (zm. 2007)
  - Galina Strielcowa, rosyjska historyk filozofii (zm. 2024)
- 1938 – András Balczó, węgierski pięcioboista nowoczesny
- 1939:
  - Seán Brady, irlandzki duchowny katolicki, arcybiskup Armagh, prymas całej Irlandii, kardynał
  - Walerij Riumin, rosyjski inżynier, kosmonauta (zm. 2022)
- 1940:
  - Bruce Beresford, australijski reżyser i scenarzysta filmowy
  - Alix Dobkin, amerykańska wokalistka folkowa, kompozytorka (zm. 2021)
  - Kaj Hansen, duński piłkarz (zm. 2009)
  - Aleksander Mandziara, polski piłkarz, trener (zm. 2015)
  - Zyta Oryszyn, polska pisarka, dziennikarka, tłumaczka (zm. 2018)
- 1941:
  - Théoneste Bagosora, rwandyjski pułkownik, polityk, organizator rzezi Tutsi (zm. 2021)
  - Ahmad al-Mirghani, sudański polityk, prezydent Sudanu (zm. 2008)
- 1942:
  - Les Hunter, amerykański koszykarz (zm. 2020)
  - Reinhard Klimmt, niemiecki polityk, publicysta
  - Antoni Kroh, polski etnograf, pisarz, tłumacz
  - Krystyna Mokrosińska, polska dziennikarka telewizyjna, autorka filmów dokumentalnych
  - Lesley Turner Bowrey, australijska tenisistka
  - Piotr Wolański, polski naukowiec, profesor nauk technicznych (zm. 2023)
- 1943:
  - Nick Harbaruk, amerykański hokeista pochodzenia polskiego (zm. 2011)
  - Staffan Skott, szwedzki pisarz, dziennikarz, tłumacz (zm. 2021)
- 1944:
  - James Michel, seszelski wojskowy, polityk, prezydent Seszeli
  - Moustique, francuski piosenkarz
  - Bogusława Pietkiewicz, polska skoczkini do wody (zm. 2012)
- 1945:
  - Anthony Andeh, nigeryjski bokser (zm. 2010)
  - Bob Balaban, amerykański aktor, reżyser, scenarzysta i producent filmowy pochodzenia żydowskiego
  - Max Davis, australijski duchowny katolicki, ordynariusz polowy Australii
  - Sheila, francuska piosenkarka
  - Andrzej Ziemski, polski dziennikarz, publicysta, wykładowca akademicki, działacz polityczny
- 1946:
  - Attila Abonyi, australijski piłkarz, trener (zm. 2023)
  - Masud Barzani, kurdyjski polityk
  - Kaqusha Jashari, kosowska inżynier, polityk (zm. 2025)
  - Guillermo Orozco Montoya, kolumbijski duchowny katolicki, biskup Girardoty
  - Pavao Pavličić, chorwacki prozaik, eseista, scenarzysta, tłumacz, krytyk literacki
  - Ludwika Szymańska, polska koszykarka
  - Lesley Ann Warren, amerykańska aktorka, piosenkarka
- 1947:
  - Alberto Costa, portugalski prawnik, polityk
  - Giennadij Cygankow, rosyjski hokeista (zm. 2006)
  - Ephraïm Inoni, kameruński polityk, premier Kamerunu
  - Giancarlo Martini, włoski kierowca wyścigowy (zm. 2013)
  - Carol Moseley Braun, amerykańska dyplomatka, polityk, senator
  - Daishirō Yoshimura, japoński piłkarz (zm. 2003)
- 1948:
  - Barbara Bandurka, polska malarka, poetka, konserwatorka (zm. 2022)
  - Earl Blumenauer, amerykański polityk, kongresman
  - Nunzio Galantino, włoski duchowny katolicki, biskup Cassano all’Jonio, sekretarz Konferencji Episkopatu Włoch
  - Paulinho Garcia, brazylijski piosenkarz, muzyk
  - Barry Hay, holenderski wokalista, członek zespołu Golden Earring
  - Annemarie Huber-Hotz, szwajcarska polityk, kanclerz federalna (zm. 2019)
  - Amando Samo, mikronezyjski duchowny katolicki, biskup Karolinów (zm. 2021)
- 1949:
  - Dennis Anderson, kanadyjski polityk (zm. 2019)
  - Scott Asheton, amerykański perkusista, członek zespołu The Stooges (zm. 2014)
  - Klaus Ehl, niemiecki lekkoatleta, sprinter
  - Barbara Goodson, amerykańska aktorka głosowa
- 1950:
  - Hasely Crawford, trynidadzko-tobagijski lekkoatleta, sprinter
  - Mirko Cvetković, serbski ekonomista, polityk, premier Serbii
  - Wiltrud Drexel, austriacka narciarka alpejska
  - Marek Frąckowiak, polski aktor (zm. 2017)
  - Adam Martyniuk, ukraiński polityk
  - Marshall Manesh, amerykański aktor
  - Neda Ukraden, bośniacka piosenkarka pochodzenia serbskiego
  - Jack Unterweger, austriacki dziennikarz, pisarz, seryjny morderca (zm. 1994)
- 1951:
  - Gilberto Carrillo, kubański bokser (zm. 1996)
  - Lorenzo Cesa, włoski polityk
  - Elias Khoury Sleman, syryjski duchowny maronicki, biskup Latakii
  - Feliks Przytycki, polski profesor nauk matematyczno-przyrodniczych
  - Umaru Yar’Adua, nigeryjski polityk, prezydent Nigerii (zm. 2010)
- 1952:
  - Carlos Gómez, meksykański piłkarz (zm. 2017)
  - Jakob Kreidl, niemiecki inżynier, polityk
  - Jacek Siwecki, polski operator filmowy
  - Reginald VelJohnson, amerykański aktor
- 1953:
  - Stuart Baxter, angielski piłkarz, trener
  - Vincent Curatola, amerykański aktor, pisarz
  - David O’Connell, amerykański duchowny katolicki, biskup pomocniczy Los Angeles (zm. 2023)
  - David Spiegelhalter, brytyjski statystyk
  - Ana Urkijo Elorriaga, baskijska prawniczka, działaczka piłkarska
- 1954:
  - James Cameron, kanadyjski reżyser, scenarzysta i producent filmowy
  - George Galloway, brytyjski polityk
  - Ole Kjær, duński piłkarz, bramkarz
  - Tomo Križnar, słoweński pisarz, działacz społeczny
  - Jan Łopata, polski samorządowiec, polityk, poseł na Sejm RP
- 1955:
  - Gwendoline Mahlangu-Nkabinde, południowoafrykańska prawnik, pedagog, polityk
  - Ryszard Makowski, polski satyryk, członek Kabaretu OT.TO, piosenkarz, publicysta
  - Jeff Perry, amerykański aktor
  - Teresa Semik, polska dziennikarka
- 1956:
  - Mirella D’Angelo, włoska aktorka
  - Patricio Hernández, argentyński piłkarz, trener
  - Colleen Walker, amerykańska golfistka (zm. 2012)
- 1957:
  - Tim Farriss, australijski gitarzysta, członek zespołu INXS
  - Laura Innes, amerykańska aktorka, reżyserka
  - Terje Kojedal, norweski piłkarz
  - Philip Murphy, amerykański polityk, gubernator stanu New Jersey
  - Jerzy Pieniążek, polski polityk, senator RP i eurodeputowany
- 1958:
  - Angela Bassett, amerykańska aktorka
  - Rajmonda Bulku, albańska aktorka
  - Diane Dodds, brytyjska nauczycielka, polityk
  - Madonna, amerykańska piosenkarka, kompozytorka, autorka tekstów, producentka muzyczna, aktorka pochodzenia włoskiego
  - Kenneth Richards, jamajski duchowny katolicki, arcybiskup Kingston
  - Steve Sem-Sandberg, szwedzki dziennikarz, pisarz, tłumacz
  - Rachel Talalay, amerykańska reżyserka i producentka filmowa i telewizyjna
- 1959:
  - Robert William Hackett, amerykański pływak
  - Dennis Koslowski, amerykański zapaśnik
  - Duane Koslowski, amerykański zapaśnik (zm. 2025)
  - Dennis Sigalos, amerykański żużlowiec
- 1960:
  - Juraj Chmiel, czeski afrykanista, dyplomata, polityk
  - Éric Caritoux, francuski kolarz szosowy
  - Mark Ellis, brytyjski producent muzyczny
  - Timothy Hutton, amerykański aktor, reżyser i producent filmowy
- 1961:
  - Kai Bumann, niemiecki dyrygent (zm. 2022)
  - Elpidia Carrillo, meksykańska aktorka
  - Santo Gangemi, włoski duchowny katolicki, arcybiskup, nuncjusz apostolski
  - Wioletta Kamińska, polska geograf, wykładowczyni akademicka
  - Ghanim Oraibi, iracki piłkarz
  - Krzysztof Wieczorek, polski pilot cywilny i sportowy
  - Edward Wolanin, polski pianista, pedagog
  - Tadeusz Woszczyński, polski aktor
- 1962:
  - Robin Campillo, francuski reżyser, scenarzysta i montażysta filmowy pochodzenia marokańskiego
  - Steve Carell, amerykański aktor, komik, producent i scenarzysta filmowy
  - Hussein Mohamed Farrah, somalijski polityk, prezydent Somalii
  - Domenico Giani, włoski oficer, komendant Żandarmerii Watykańskiej
  - Jurij Izdryk, ukraiński prozaik, poeta, eseista, tłumacz, kulturoznawca, malarz, muzyk
  - Abd al-Madżid al-Chu’i, iracki przywódca szyicki, ajatollah (zm. 2003)
- 1963:
  - Kalusha Bwalya, zambijski piłkarz, trener
  - Andreas Dresen, niemiecki reżyser i scenarzysta filmowy
  - Tarzan Goto, japoński wrestler, sumita (zm. 2022)
  - Joseph Griffin, kanadyjski aktor
  - Jacek Karnowski, polski ekonomista, samorządowiec, polityk, prezydent Sopotu, poseł na Sejm RP
  - Adick Koot, holenderski piłkarz
  - Aloísio Pires Alves, brazylijski piłkarz
  - Ägidius Zsifkovics, austriacki duchowny katolicki, biskup Eisenstadt
- 1964:
  - Jimmy Arias, amerykański tenisista
  - Šarūnas Bartas, litewski reżyser filmowy
  - Barry Venison, angielski piłkarz
- 1965:
  - Swiatłana Piszcz, białoruska polityk
  - Jari Sillanpää, fiński piosenkarz
- 1966:
  - Wiesław Burdelak, polski kolarz torowy
  - DJ Kayslay, amerykański didżej, producent muzyczny (zm. 2022)
  - Ed Olczyk, amerykański hokeista pochodzenia polskiego
  - Jan Vondráček, czeski aktor
- 1967:
  - Tomáš Holub, czeski duchowny i teolog katolicki, biskup pilzneński
  - Ildar Ibragimow, rosyjsko-amerykański szachista
  - Raszid Lachdar, marokański zapaśnik
  - Jarkko Oikarinen, fiński informatyk
- 1968:
  - Bartosz Brzeskot, polski reżyser filmowy, aktor kabaretowy
  - Dmitrij Charin, rosyjski piłkarz, bramkarz
  - Clovis Cornillac, francuski aktor
  - Slaviša Jokanović, serbski piłkarz, trener
  - Anna Marchwińska, polska pianistka
  - Stanisław Suchina, rosyjski piłkarz, sędzia piłkarski
  - Mateja Svet, słoweńska narciarka alpejska
  - Mariusz Wołos, polski historyk, eseista
- 1969:
  - Karel Havlíček, czeski ekonomista, polityk
  - Kate Higgins, amerykańska aktorka głosowa, wokalistka i pianistka jazzowa
  - Yvan Muller, francuski kierowca wyścigowy
  - Luis Alberto Pérez-Rionda, kubański lekkoatleta, sprinter
- 1970:
  - Raouf Bouzaiene, tunezyjski piłkarz
  - Milan Harvalík, czeski językoznawca
  - Dena Head, amerykańska koszykarka
  - Saif Ali Khan, indyjski aktor
  - Manisha Koirala, indyjska aktorka pochodzenia nepalskiego
  - Jarosław Kresa, polski dziennikarz, polityk, wicewojewoda dolnośląski
  - Tore Ylwizaker, norweski muzyk, kompozytor, instrumentalista, członek zespołu Ulver, producent muzyczny, inżynier dźwięku (zm. 2024)
- 1971:
  - Rulon Gardner, amerykański zapaśnik
  - Stefan Klos, niemiecki piłkarz, bramkarz
  - Tarek Thabet, tunezyjski piłkarz
- 1972:
  - Frankie Boyle, szkocki komik
  - Stan Lazaridis, australijski piłkarz pochodzenia greckiego
- 1973:
  - Clint Freeman, australijski łucznik
  - Mariusz Jędra, polski sztangista
  - Krzysztof Kołomański, polski kajakarz górski
  - Milan Rapaić, chorwacki piłkarz
  - Nathalie Thill, luksemburska lekkoatletka, piłkarka
  - Julija Wysocka, rosyjska aktorka, prezenterka telewizyjna, pisarka
- 1974:
  - Didier Cuche, szwajcarski narciarz alpejski
  - Krisztina Egerszegi, węgierska pływaczka
  - Tomasz Frankowski, polski piłkarz, polityk, eurodeputowany
  - Iván Hurtado, ekwadorski piłkarz
  - Sylwia Kwilińska, polska lekkoatletka, sprinterka
  - Raimkul Małachbiekow, rosyjski bokser, polityk pochodzenia tadżyckiego
- 1975:
  - Emzarios Bendinidis, gruzińsko-grecki zapaśnik
  - Ernestyna Bielska, polska biegaczka średniodystansowa
  - Imants Bleidelis, łotewski piłkarz
  - Jonatan Johansson, fiński piłkarz
  - Cyril Saulnier, francuski tenisista
  - George Stults, amerykański aktor, model, wrestler
  - Taika Waititi, nowozelandzki aktor, reżyser, scenarzysta i producent filmowy
- 1976:
  - Nuria Fernández, hiszpańska lekkoatletka, biegaczka średniodystansowa
  - Richard Zajac, słowacki piłkarz, bramkarz
- 1977:
  - Steven Bryce, kostarykański piłkarz
  - Łukasz Huculak, polski malarz
  - Pavel Královec, czeski sędzia piłkarski
  - Wojtek Wawszczyk, polski reżyser, animator, scenarzysta, rysownik
  - Klemens (Weczeria), ukraiński biskup prawosławny
- 1978:
  - Elina Danielian, ormiańska szachistka
  - Emmanuel Ebiede, nigeryjski piłkarz (zm. 2023)
  - Fu Mingxia, chińska skoczkini do wody
  - Eddie Gill, amerykański koszykarz
  - Marco Innocenti, włoski strzelec sportowy
  - Marcin Pabierowski, polski samorządowiec, prezydent Zielonej Góry
- 1979:
  - Bartłomiej Dorywalski, polski polityk, samorządowiec, burmistrz Włoszczowy, wicewojewoda świętokrzyski, poseł na Sejm RP
  - Paul Gallacher, szkocki piłkarz, bramkarz
- 1980:
  - Julien Absalon, francuski kolarz górski i przełajowy
  - Vanessa Carlton, amerykańska piosenkarka, pianistka
  - Robert Hardy, brytyjski basista, członek zespołu Franz Ferdinand
  - Denise Karbon, włoska narciarka alpejska
  - Karolina Konkolewska, polska lekkoatletka, kulomiotka
  - Travis Parrott, amerykański tenisista
  - Upen Patel, indyjski aktor, model
  - Radhouane Slimane, tunezyjski koszykarz
- 1981:
  - Taylor Rain, amerykańska aktorka pornograficzna
  - Leevan Sands, bahamski lekkoatleta, trójskoczek
  - Roque Santa Cruz, paragwajski piłkarz
- 1982:
  - Cam Gigandet, amerykański aktor
  - Keri Herman, amerykańska narciarka dowolna
  - Petr Koukal, czeski hokeista
  - Joleon Lescott, angielski piłkarz
  - Franklin López, nikaraguański piłkarz
  - Stefan Maierhofer, austriacki piłkarz
  - Teodor Sałparow, bułgarski siatkarz
  - Julia Schruff, niemiecka tenisistka
  - Lubow Wołosowa, rosyjska zapaśniczka
- 1983:
  - Artur Donigiewicz, polski koszykarz
  - Krystyna Guzik, polska biathlonistka
  - Dante López, paragwajski piłkarz pochodzenia hiszpańskiego
  - Céline Roscheck, austriacka modelka
  - Nikos Zisis, grecki koszykarz
- 1984:
  - Matteo Anesi, włoski łyżwiarz szybki
  - Candice Dupree, amerykańska koszykarka
  - Kelly Rulon, amerykańska piłkarka wodna
- 1985:
  - Agnes Bruckner, amerykańska aktorka
  - Arden Cho, amerykańska aktorka
  - Cristin Milioti, amerykańska aktorka pochodzenia greckiego
  - Edyta Węcławek, polska siatkarka
  - John Yarbrough, amerykański lekkoatleta, płotkarz (zm. 2012)
- 1986:
  - Audrey Bitoni, amerykańska aktorka pornograficzna
  - Petra Chocová, czeska pływaczka
  - Yū Darvish, japoński baseballista pochodzenia irańskiego
  - Martín Maldonado, portorykański baseballista
  - Sarah Pavan, kanadyjska siatkarka
  - Shawn Pyfrom, amerykański aktor
- 1987:
  - Katelin Guregian, amerykańska wioślarka
  - Eri Kitamura, japońska aktorka głosowa, piosenkarka
  - Carey Price, kanadyjski hokeista, bramkarz
- 1988:
  - Brandon Buck, kanadyjski hokeista
  - Amanda Campos Francisco, brazylijska siatkarka
  - Krystian Jurowski, polski judoka
  - Kazuhiro Kokubo, japoński snowboardzista
  - Rony Martínez, honduraski piłkarz
  - Rumer Willis, amerykańska aktorka
  - Parker Young, amerykański aktor, model
- 1989:
  - Dominique Da Sylva, mauretański piłkarz
  - Khamis Esmaeel, emiracki piłkarz
  - Eric Franke, niemiecki bobsleista
  - Cameron Gliddon, australijski koszykarz
  - Anel Hadžić, bośniacki piłkarz
  - Taleh Məmmədov, azerski zapaśnik
  - Katarzyna Pawłowska, polska kolarka torowa
  - Roeland Pruijssers, holenderski szachista
  - Riku Riski, fiński piłkarz
  - Wladimir Saruchanian, ormiański bokser
  - Moussa Sissoko, francuski piłkarz pochodzenia malijskiego
  - Wang Hao, chiński lekkoatleta, chodziarz
- 1990:
  - Tolgay Arslan, niemiecki piłkarz pochodzenia tureckiego
  - Melissa Bulanhagui, amerykańsko-filipińska łyżwiarka figurowa
  - Christina Hammer, niemiecka pięściarka, modelka
  - Marta Menegatti, włoska siatkarka
  - Jessica Moore, australijska tenisistka
  - Godfrey Oboabona, nigeryjski piłkarz
- 1991:
  - Ellis Coleman, amerykański zapaśnik
  - Greg Garza, amerykański piłkarz pochodzenia meksykańskiego
  - Anna Gasser, austriacka snowboardzistka
  - Radosław Kawęcki, polski pływak
  - Evanna Lynch, irlandzka aktorka
  - Roope Riski, fiński piłkarz
- 1992:
  - Ventura Alvarado, amerykański piłkarz pochodzenia meksykańskiego
  - Quentin Fillon Maillet, francuski biathlonista
  - Thomas Krol, holenderski łyżwiarz szybki
  - Piotr Lisek, polski lekkoatleta, tyczkarz
  - Alexandra Muñoz, peruwiańska siatkarka
  - Enzo Roco, chilijski piłkarz
  - Diego Schwartzman, argentyński tenisista
  - Nur Tatar, turecka taekwondzistka
- 1993:
  - Kento Hashimoto, japoński piłkarz
  - Alaksandr Husztyn, białoruski zapaśnik
  - Diego Llorente, hiszpański piłkarz
  - Cameron Monaghan, amerykański aktor
  - Stephen Mozia, nigeryjski lekkoatleta, kulomiot i dyskobol
  - Joe Thomasson, amerykański koszykarz
- 1994:
  - Koray Günter, niemiecki piłkarz pochodzenia tureckiego
  - Jesika Malečková, czeska tenisistka
  - Julian Pollersbeck, niemiecki piłkarz, bramkarz
- 1995:
  - Sebastian Batkowski, polski bilardzista
  - Đào Thị Hương, wietnamska zapaśniczka
  - Borja Fernández, hiszpański piłkarz
  - Josip Juranović, chorwacki piłkarz
  - Nobuya Katō, japoński lekkoatleta, sprinter
  - Joanna Kuryło, polska lekkoatletka, skoczkini w dal
  - David Niepsuj, polski piłkarz
  - Terézia Páleníková, słowacka koszykarka
  - Marco Schwarz, austriacki narciarz alpejski
  - Wiaczesław Tankowski, ukraiński piłkarz
  - James Young, amerykański koszykarz
- 1996:
  - Abdullah Al-Khaibari, saudyjski piłkarz
  - Sophie Cunningham, amerykańska koszykarka
  - Caeleb Dressel, amerykański pływak
  - Roman Kokoszko, ukraiński lekkoatleta, kulomiot
  - Dienis Spicow, rosyjski biegacz narciarski
  - Rashad Vaughn, amerykański koszykarz
- 1997:
  - Greyson Chance, amerykański piosenkarz, pianista
  - Piper Curda, amerykańska aktorka, piosenkarka
  - Sumit Nagal, indyjski tenisista
  - Karolina Pisarek, polska modelka
  - Henrich Ravas, słowacki piłkarz, bramkarz
  - Joao Rojas, ekwadorski piłkarz
- 1999:
  - Karen Chen, amerykańska łyżwiarka figurowa pochodzenia tajwańskiego
  - Michaël Cuisance, francuski piłkarz
- 2000 – Nada Madani Aszur Abd Allah, egipska zapaśniczka
- 2001:
  - Alejandro Andrade, meksykański piłkarz
  - Willem Geubbels, francuski piłkarz pochodzenia holendersko-środkowoafrykańskiego
  - Jakub Greguła, polski kierowca rajdowy
  - Kaan Gürbüz, turecki siatkarz
  - Amadou Onana, belgijski piłkarz pochodzenia senegalskiego
  - Jannik Sinner, włoski tenisista
- 2002:
  - Talia Ryder, amerykańska aktorka
  - Dominic Stricker, szwajcarski tenisista
- 2005 – Daniel Méndez, gwatemalski piłkarz pochodzenia meksykańskiego
- 2007 – Moisés Paniagua, boliwijski piłkarz

## Zmarli
- 1027 – Jerzy I, król Gruzji (ur. 998)
- 1153 – Bernard de Tramelay, wielki mistrz zakonu templariuszy (ur. ?)
- 1157 – Ramiro II Mnich, król Aragonii (ur. ok. 1075)
- 1258 – Teodor II Laskarys, cesarz bizantyński (ur. 1221)
- 1285 – Filip I Sabaudzki, hrabia Butgundii i Sabaudii, arcybiskup Lyonu (ur. 1207)
- 1291 – Fryderyk Tuta, margrabia Landsbergu, Miśni i Łużyc (ur. 1269)
- 1297 – Jan II Wielki Komnen, cesarz Trapezuntu (ur. 1262)
- 1327 – Święty Roch, francuski franciszkanin (ur. 1295)
- 1339 – Azzone Visconti, władca Mediolanu (ur. 1302)
- 1397 – Philippe d’Alençon, francuski kardynał (ur. 1338)
- 1405 – Pietro Corsini, włoski kardynał (ur. 1335)
- 1419 – Wacław IV Luksemburski, król Niemiec i Czech, książę Luksemburga (ur. 1361)
- 1443 – Yoshikatsu Ashikaga, japoński siogun (ur. 1434)
- 1445 – Małgorzata Stuart, szkocka księżniczka, delfina Francji (ur. 1424)
- 1518 – Loyset Compère, franko-flamandzki kompozytor, śpiewak (ur. ?)
- 1532 – Jan Stały, elektor Saksonii (ur. 1468)
- 1546 – Giovanni Vincenzo Acquaviva d’Aragona, włoski kardynał (ur. ?)
- 1582 – Pietro Perna, włoski drukarz (ur. 1522)
- 1627:
  - Bartłomiej Días Laurel, meksykański franciszkanin, misjonarz, męczennik, błogosławiony (ur. ?)
  - Kacper Vaz, japoński tercjarz franciszkański, męczennik, błogosławiony (ur. ?)
- 1642 – Fryderyk Kettler, książę Kurlandii i Semigalii (ur. 1569)
- 1649 – Krzysztof Baldwin Ossoliński, polski szlachcic, rotmistrz królewski, polityk (ur. ok. 1616)
- 1657 – Pieter Claesz. Soutman, holenderski malarz, rytownik, wydawca (ur. ok. 1580)
- 1659 – Eliasz Komorowski, polski szlachcic, polityk (ur. ?)
- 1678 – Andrew Marvell, angielski poeta, polityk (ur. 1621)
- 1705 – Jakob Bernoulli, szwajcarski matematyk, fizyk (ur. 1654)
- 1733 – Matthew Tindal, brytyjski filozof (ur. 1656)
- 1748 – Pier Giuseppe Sandoni, włoski kompozytor (ur. 1685)
- 1775 – Jacob Langebek, duński historyk (ur. 1710)
- 1777 – Nicholas Herkimer, amerykański generał pochodzenia niemieckiego (ur. 1728)
- 1781 – Charles François de Broglie, francuski szpieg, dyplomata (ur. 1719)
- 1786 – John Francis Wade, brytyjski kompozytor (ur. ok. 1711)
- 1799 – Vincenzo Manfredini, włoski kompozytor (ur. 1737)
- 1800 – Karol Emanuel Sabaudzki-Carignano, włoski arystokrata (ur. 1770)
- 1801 – Ralph Earl, amerykański malarz historyczny, portrecista (ur. 1751)
- 1823 – Feliks Rylski, polski major (ur. 1770)
- 1824 – Charles Thomson, amerykański polityk (ur. 1729)
- 1825 – Charles Cotesworth Pinckney, amerykański polityk, dyplomata (ur. 1746)
- 1837 – Christian Ludwig Nitzsch, niemiecki zoolog (ur. 1782)
- 1843 – Jakub Epstein, polski kupiec, filantrop, wolnomularz pochodzenia żydowskiego (ur. 1771)
- 1846 – Charles-Jean Harel, francuski dramaturg, dziennikarz, dyrektor teatru (ur. 1790)
- 1855 – Józef Jeżowski, polski filolog klasyczny, poeta, tłumacz (ur. ok. 1793)
- 1869 – Gabriela Puzynina, polska księżna, poetka, komediopisarka, pamiętnikarka (ur. 1815)
- 1873 – Georg Hellmesberger Sr., austriacki skrzypek, dyrygent, kompozytor, pedagog (ur. 1800)
- 1876 – Carl Bergmann, amerykański dyrygent, wiolonczelista (ur. 1821)
- 1878 – Max Hödel, niemiecki anarchista, zamachowiec (ur. 1857)
- 1882 – Auguste-Alexandre Ducrot, francuski generał (ur. 1817)
- 1886 – Śri Ramakryszna Paramahansa, indyjski mistyk, święty hinduski (ur. 1836)
- 1887:
  - Julius von Haast, niemiecki geolog (ur. 1824)
  - Webster Paulson, brytyjski inżynier, architekt (ur. 1837)
- 1888 – John S. Pemberton, amerykański farmaceuta, twórca receptury Coca-Coli (ur. 1831)
- 1890 – Seweryn Uruski, polski szlachcic, polityk, heraldyk, genealog (ur. 1817)
- 1892 – Jabez A. Bostwick, amerykański przedsiębiorca (ur. 1830)
- 1893 – Jean-Martin Charcot, francuski neurolog, psychiatra (ur. 1825)
- 1898 – Franciszek Krupiński, polski pijar, tłumacz, filozof, publicysta (ur. 1836)
- 1899:
  - Adolf Abrahamowicz, polski komediopisarz pochodzenia ormiańskiego (ur. 1849)
  - Robert Bunsen, niemiecki fizyk, chemik (ur. 1811)
- 1900:
  - José Maria de Eça de Queirós, portugalski pisarz (ur. 1845)
  - Róża Fan Hui, chińska męczennica i święta katolicka (ur. 1855)
- 1901:
  - Edmond Audran, francuski kompozytor (ur. 1840)
  - Henryk Strzelecki, polski leśnik (ur. 1819)
- 1906 – Petra od św. Józefa, katalońska zakonnica, błogosławiona (ur. 1845)
- 1907 – Karol Potkański, polski historyk, etnograf, taternik, wykładowca akademicki (ur. 1861)
- 1910:
  - Zygmunt Gloger, polski historyk, archeolog, etnograf, folklorysta, krajoznawca (ur. 1845)
  - Charles Lenepveu, francuski komozytor (ur. 1840)
  - Pedro Montt, chilijski polityk, prezydent Chile (ur. 1846 lub 48)
- 1911:
  - Georges Dieulafoy, francuski lekarz, chirurg (ur. 1839)
  - Patrick Francis Moran, irlandzki duchowny katolicki, biskup Ossory, arcybiskup metropolita Sydney, kardynał (ur. 1830)
  - John Wordsworth, brytyjski duchowny anglikański, biskup Salisbury (ur. 1843)
- 1912:
  - Virginia Christian, amerykańska zabójczyni (ur. 1895)
  - Johann Martin Schleyer, niemiecki duchowny katolicki, twórca języka volapük (ur. 1831)
- 1913 – Karol d’Abancourt de Franqueville, polski prawnik, działacz społeczny, polityk pochodzenia francuskiego (ur. 1851)
- 1914 – Tomasz Szajer, polski rolnik, polityk (ur. 1860)
- 1915 – Kálmán Széll, węgierski polityk, premier Królestwa Węgier (ur. 1843)
- 1919 – Aleksandr Izwolski, rosyjski pisarz, polityk, dyplomata (ur. 1856)
- 1920:
  - John Gilbert Baker, brytyjski botanik (ur. 1834)
  - Antoni Borzewski, polski ziemianin (ur. 1868)
  - Norman Lockyer, brytyjski astronom, naukowiec (ur. 1836)
  - Aleksiej Szachmatow, rosyjski językoznawca, historyk kultury, wykładowca akademicki (ur. 1864)
- 1921 – Piotr I Karadziordziewić, król Serbii i Królestwa Serbów, Chorwatów i Słoweńców (ur. 1844)
- 1923 – Karl Nordström, szwedzki malarz (ur. 1855)
- 1924 – Henry Céard, francuski prozaik, poeta, dramaturg, krytyk literacki (ur. 1851)
- 1925 – Karol Skarbek-Kiełłczewski, polski kapitan artylerii (ur. 1891)
- 1926 – Emanuel Felke, niemiecki pastor, homeopata (ur. 1856)
- 1928 – Antonín Sova, czeski poeta, prozaik (ur. 1864)
- 1929 – Maciej Puchalak, polski generał brygady (ur. 1871)
- 1932:
  - Marian Jednowski, polski aktor (ur. 1873)
  - Stanisław Sebastian Lubomirski, polski przemysłowiec, finansista, działacz gospodarczy (ur. 1875)
- 1934 – Andrés Héctor Carvallo, paragwajski polityk, prezydent Paragwaju (ur. 1862)
- 1936:
  - Henryk García Beltrán, hiszpański kapucyn, męczennik, błogosławiony (ur. 1913)
  - Placyd García Gilabert, hiszpański franciszkanin, męczennik, błogosławiony (ur. 1895)
  - Kazimierz Reychman, polski dyplomata pochodzenia żydowskiego (ur. 1882)
- 1937:
  - Rodolfo Chiari, panamski polityk, prezydent Panamy (ur. 1869)
  - Carl August Kronlund, szwedzki curler (ur. 1865)
  - Iwan Kutuzow, radziecki polityk (ur. 1885)
- 1938:
  - Georg Gürich, niemiecki geolog, paleontolog (ur. 1859)
  - Andrej Hlinka, słowacki duchowny katolicki, polityk, publicysta (ur. 1864)
  - Robert Johnson, amerykański gitarzysta, piosenkarz, autor tekstów (ur. 1911)
  - Marcel Pauker, rumuński działacz komunistyczny pochodzenia żydowskiego (ur. 1896)
- 1940 – Henri Desgrange, francuski kolarz torowy i szosowy, wydawca, dziennikarz sportowy (ur. 1865)
- 1941:
  - Liudas Adomauskas, litewski duchowny katolicki, działacz komunistyczny, polityk (ur. 1880)
  - Andrius Bulota, litewski prawnik, publicysta, działacz społeczny, polityk (ur. 1872)
  - Wasilij Kulikow, radziecki polityk (ur. 1892)
  - Michael Murach, niemiecki bokser, żołnierz (ur. 1911)
  - Matarō Nagayo, japoński patolog, wykładowca akademicki (ur. 1878)
- 1942:
  - André Heuzé, francuski reżyser i scenarzysta filmowy (ur. 1880)
  - Leon Pryba, polski duchowny katolicki (ur. 1900)
  - Bernard Szapiro, polski inżynier elektryk, publicysta, działacz socjalistyczny, robotniczy i związkowy pochodzenia żydowskiego (ur. 1866)
  - Robert Wollenberg, niemiecki neurolog, psychiatra, wykładowca akademicki (ur. 1862)
- 1943:
  - Gunnar Eilifsen, norweski prawnik, policjant (ur. 1897)
  - Damazy Kotowski, polski malarz (ur. 1861)
  - Julius Sommer, niemiecki matematyk, wykładowca akademicki (ur. 1871)
- 1944 – Polegli w powstaniu warszawskim:
  - Tadeusz Gajcy, polski poeta, żołnierz AK (ur. 1922)
  - Ewa Hanulanka, polska sanitariuszka (ur. 1923)
  - Roman Padlewski, polski kompozytor, pianista, dyrygent, żołnierz AK, podporucznik (ur. 1915)
  - Eugeniusz Romański, polski żołnierz AK, kapitan (ur. 1918)
  - Eugeniusz Stasiecki, polski harcmistrz, szef Głównej Kwatery Szarych Szeregów „Pasieka”, kapitan (ur. 1913)
  - Zdzisław Stroiński, polski poeta, żołnierz AK (ur. 1921)
- 1945 – Leslie Burgin, brytyjski polityk (ur. 1887)
- 1948 – Babe Ruth, amerykański baseballista (ur. 1895)
- 1949 – Margaret Mitchell, amerykańska pisarka (ur. 1900)
- 1951 – Louis Jouvet, francuski aktor (ur. 1887)
- 1952 – Jerzy Osmołowski, polski działacz społeczny i polityczny (ur. 1872)
- 1953 – Mike Gore, amerykański właściciel kina (ur. 1878)
- 1954 – Stefan Holewiński, polski prawnik, sędzia (ur. 1867)
- 1956:
  - Béla Lugosi, amerykański aktor pochodzenia węgierskiego (ur. 1882)
  - Theodor Pallady, rumuński malarz (ur. 1871)
  - Mauritz von Wiktorin, austriacki generał piechoty (ur. 1883)
- 1957 – Irving Langmuir, amerykański fizykochemik, laureat Nagrody Nobla (ur. 1881)
- 1959 – Wanda Landowska, polska klawesynistka, pianistka, kompozytorka (ur. 1879)
- 1962 – Wanda Śliwina, polska pisarka, publicystka, regionalistka (ur. 1888)
- 1964:
  - Anthonij Guépin, holenderski żeglarz sportowy (ur. 1897)
  - Paul Weinstein, niemiecki wszechstronny lekkoatleta (ur. 1878)
- 1965 – Józef Giza, polski generał brygady (ur. 1887)
- 1966 – Timofiej Kriwow, radziecki polityk (ur. 1886)
- 1967:
  - Zofia Feder, polska działaczka komunistyczna (ur. 1908)
  - Kong Xiangxi, chiński bankier, przedsiębiorca (ur. 1881)
  - Arthur Omre, norweski pisarz (ur. 1887)
- 1968:
  - Stefan Ludwik Grodecki, polski porucznik obserwator (ur. 1903)
  - Ichiya Kumagae, japoński tenisista (ur. 1890)
  - Suraphol Sombatcharoen, tajski piosenkarz (ur. 1930)
- 1969 – Mark Bernes, radziecki aktor, piosenkarz pochodzenia żydowskiego (ur. 1911)
- 1970 – Robert Beill, polski pułkownik pilot (ur. 1902)
- 1971:
  - Wilhelm List, niemiecki feldmarszałek (ur. 1880)
  - Paul Lukas, amerykański aktor pochodzenia węgierskiego (ur. 1891)
- 1972:
  - Martim Mércio da Silveira, brazylijski piłkarz (ur. 1911)
  - Gieorgij Tiesławski, rosyjski wojskowy, prozaik, poeta, publicysta, kompozytor, emigrant (ur. 1900)
- 1973:
  - Veda Ann Borg, amerykańska aktorka (ur. 1915)
  - Selman Waksman, amerykański biochemik pochodzenia żydowskiego, laureat Nagrody Nobla (ur. 1888)
- 1974:
  - Canhoteiro, brazylijski piłkarz (ur. 1932)
  - Antonija Javornik, serbska sierżant (ur. 1893)
  - Karl Earl Mundt, amerykański nauczyciel, polityk pochodzenia niemieckiego (ur. 1900)
  - Maxwell Reed, północnoirlandzki aktor (ur. 1919)
- 1975:
  - Wołodymyr Kuc, radziecki lekkoatleta, długodystansowiec (ur. 1927)
  - Friedrich Sämisch, niemiecki szachista (ur. 1896)
  - Carlos Raúl Villanueva, wenezuelski architekt (ur. 1900)
- 1976 – Jan Stankiewicz, białoruski działacz narodowy, polityk, poseł na Sejm RP (ur. 1891)
- 1977 – Elvis Presley, amerykański piosenkarz, aktor (ur. 1935)
- 1978:
  - Jean Acker, amerykańska aktorka (ur. 1893)
  - Paul Yü Pin, chiński duchowny katolicki, arcybiskup Nankinu, kardynał (ur. 1901)
- 1979:
  - John Diefenbaker, kanadyjski polityk, premier Kanady (ur. 1895)
  - Jerzy Jurandot, polski poeta, dramaturg, satyryk, autor tekstów piosenek pochodzenia żydowskiego (ur. 1911)
  - Nikołaj Sokołow, rosyjski historyk, wykładowca akademicki (ur. 1890)
- 1980:
  - Leszek Pawłowski, polski zoolog, wykładowca akademicki (ur. 1902)
  - Paweł Sulmicki, polski porucznik saperów, inżynier, ekonomista, wykładowca akademicki (ur. 1909)
- 1981:
  - Gracyan Botiew, radziecki kajakarz, kanadyjkarz (ur. 1928)
  - Robert Krasker, australijski operator filmowy (ur. 1913)
  - Władysław Parczewski, polski klimatolog, meteorolog, wykładowca akademicki (ur. 1907)
- 1982:
  - Charles Ackerly, amerykański zapaśnik (ur. 1898)
  - Józef Wyszomirski, polski aktor, reżyser filmowy i teatralny, pedagog (ur. 1909)
- 1983:
  - Earl Averill, amerykański baseballista (ur. 1902)
  - Ragnvald Skrede, norweski pisarz, dziennikarz, tłumacz (ur. 1904)
- 1985:
  - Mario Majoni, włoski piłkarz wodny (ur. 1910)
  - Géza Toldi, węgierski piłkarz, trener (ur. 1909)
- 1988 – Georgi Keranow, bułgarski strzelec sportowy (ur. 1922)
- 1990:
  - Ryszard Danielewski, polski dziennikarz, publicysta (ur. 1933)
  - John Geddes, nowozelandzki rugbysta (ur. 1907)
- 1991 – Luigi Zampa, włoski reżyser filmowy (ur. 1905)
- 1993:
  - René Dreyfus, francuski kierowca wyścigowy (ur. 1905)
  - Stewart Granger, brytyjski aktor (ur. 1913)
  - Ethelwynn Trewavas, brytyjska ichtiolog (ur. 1900)
- 1994 – Francisco Antúnez, hiszpański piłkarz (ur. 1922)
- 1995 – Howie Shannon, amerykański koszykarz (ur. 1923)
- 1996:
  - Miles Goodmann, amerykański kompozytor, twórca muzyki filmowej (ur. 1949)
  - Zygmunt Kujawski, polski kapitan, lekarz wojskowy (ur. 1916)
- 1997 – Nusrat Fateh Ali Khan, pakistański śpiewak qawwali (ur. 1948)
- 1998 – Roman Paszkowski, polski generał broni pilot, dyplomata (ur. 1914)
- 2000 – Jerzy Jodłowski, polski prawnik, polityk, wicemarszałek Sejmu (ur. 1909)
- 2002:
  - Janusz Bardach, polsko-amerykański chirurg plastyczny pochodzenia żydowskiego (ur. 1919)
  - Jeff Corey, amerykański aktor (ur. 1914)
  - Tadeusz Płużański, polski żołnierz AK, pisarz, filozof, pedagog (ur. 1920)
- 2003 – Idi Amin, ugandyjski polityk, dyktator, marszałek polny (ur. 1925)
- 2004:
  - Ivan Hlinka, czeski hokeista, trener (ur. 1950)
  - Władysław Kwaśniewicz, polski socjolog (ur. 1926)
  - Robert Quiroga, amerykański bokser (ur. 1969)
  - Ledyard Tucker, amerykański statystyk i psycholog (ur. 1910)
- 2005:
  - Aleksander Gomelski, rosyjski trener koszykówki (ur. 1928)
  - Milorad Pavić, serbski piłkarz, trener (ur. 1921)
  - Zenomena Płużek, polska psycholog (ur. 1926)
  - Joe Ranft, amerykański scenarzysta filmowy, dyrektor Pixar (ur. 1960)
  - Roger Louis Schütz-Marsauche, szwajcarski duchowny ewangelicki, założyciel Wspólnoty z Taizé (ur. 1915)
- 2006:
  - Alfredo Stroessner, paragwajski generał, polityk pochodzenia niemieckiego, prezydent Paragwaju (ur. 1912)
  - Marian Szymczyk, polski piłkarz, trener (ur. 1932)
- 2007:
  - Bogdan Czaykowski, polski poeta, krytyk literacki, tłumacz (ur. 1932)
  - Max Roach, amerykański perkusista i kompozytor jazzowy (ur. 1924)
  - Donald Ransom Whitney, amerykański statystyk i matematyk (ur. 1915)
- 2008 – Anna Świderkówna, polska historyk literatury, filolog klasyczna, papirolog, biblistka, tłumaczka (ur. 1925)
- 2009:
  - Jerzy Kniaź, polski żużlowiec, trener (ur. 1948)
  - Czesław Lewandowski, polski duchowny katolicki, biskup włocławski (ur. 1922)
  - Igor Tkaczenko, rosyjski pilot wojskowy, dowódca zespołu akrobacyjnego „Russkije Witiazi” (ur. 1964)
  - Marek Wojna, polski trener kolarstwa, działacz sportowy (ur. 1961)
- 2010:
  - Nicola Cabibbo, włoski fizyk (ur. 1935)
  - Zofia Korbońska, polska działaczka niepodległościowa (ur. 1915)
- 2011:
  - Andrej Bajuk, słoweński polityk, premier Słowenii (ur. 1943)
  - Akiko Futaba, japońska aktorka, piosenkarka (ur. 1915)
- 2012:
  - Irena Koprowska, polska lekarka, cytolog (ur. 1917)
  - Stanisław Mauersberg, polski historyk oświaty i wychowania (ur. 1924)
  - Paweł I, etiopski duchowny, patriarcha Addis Abeby i całej Etiopii, zwierzchnik Etiopskiego Kościoła Ortodoksyjnego (ur. 1935)
- 2013:
  - Abd ar-Rahman at-Tarabili, egipski zapaśnik (ur. 1989)
  - David Rees, brytyjski matematyk (ur. 1918)
- 2014:
  - Dragoljub Čirić, serbski szachista (ur. 1935)
  - Mike Matarazzo, amerykański kulturysta (ur. 1966)
- 2015:
  - Ja’akow Bekenstein, izraelski fizyk teoretyk (ur. 1947)
  - Draga Stamejčič, słoweńska lekkoatletka, płotkarka i wieloboistka (ur. 1937)
- 2016:
  - Andrew Florent, australijski tenisista (ur. 1970)
  - Jorge García Isaza, kolumbijski duchowny katolicki, biskup Tierradentro (ur. 1928)
  - João Havelange, brazylijski działacz sportowy, prezydent FIFA (ur. 1916)
  - Richard Seminack, amerykański duchowny greckokatolicki, biskup (ur. 1942)
- 2017:
  - Kira Gołowko, rosyjska aktorka (ur. 1919)
  - Henryk Jasiorowski, polski zootechnik (ur. 1926)
  - David Somerset, brytyjski arystokrata (ur. 1928)
- 2018:
  - Aretha Franklin, amerykańska piosenkarka (ur. 1942)
  - Kim Yŏng Ch’un, północnokoreański dowódca wojskowy, polityk (ur. 1936)
  - Atal Bihari Vajpayee, indyjski polityk, minister spraw zagranicznych, premier Indii (ur. 1924)
- 2019:
  - Peter Fonda, amerykański aktor, reżyser i scenarzysta filmowy (ur. 1940)
  - Felice Gimondi, włoski kolarz szosowy i torowy (ur. 1942)
  - Krzysztof Kamiński, polski dziennikarz, fotograf (ur. 1939)
  - Krystiana, holenderska księżniczka (ur. 1947)
  - José Nápoles, kubański bokser (ur. 1940)
  - Alexandre Soares dos Santos, portugalski przedsiębiorca (ur. 1935)
  - Penka Stojanowa, bułgarska koszykarka (ur. 1950)
- 2020:
  - Nikołaj Gubienko, rosyjski aktor, reżyser filmowy (ur. 1941)
  - Jerzy Rościszewski, polski rolnik, bankowiec, samorządowiec, prezydent Krakowa (ur. 1934)
  - Gerszon Szafat, izraelski menadżer, działacz społeczny, polityk (ur. 1927)
  - Georg Volkert, niemiecki piłkarz (ur. 1945)
  - Zenon Werner, polski generał brygady (ur. 1949)
- 2021:
  - Rock Demers, kanadyjski producent filmowy (ur. 1933)
  - Wołodymyr Hołubnyczy, ukraiński lekkoatleta, chodziarz (ur. 1936)
  - Sean Lock, brytyjski aktor, komik (ur. 1963)
- 2022:
  - Joseph Delaney, brytyjski pedagog, pisarz (ur. 1945)
  - Stanisław Masternak, polski polityk, samorządowiec, poseł na Sejm RP, starosta powiatu sandomierskiego (ur. 1946)
  - Wojciech Muszalski, polski prawnik (ur. 1929)
  - Hans Peterson, szwedzki pisarz, autor książek dla dzieci (ur. 1922)
  - Pandi Siku, albański aktor (ur. 1949)
  - Aleksander Walczak, polski inżynier, kapitan żeglugi wielkiej (ur. 1930)
- 2023:
  - Beriz Belkić, bośniacki ekonomista, polityk, premier kantonu Sarajewo, przewodniczący Prezydium Bośni i Hercegowiny (ur. 1946)
  - Jan Greber, polski aktor (ur. 1939)
  - Mariano Moreno García, hiszpański duchowny katolicki, biskup Cafayate (ur. 1938)
  - Jerry Moss, amerykański producent muzyczny (ur. 1935)
  - Michael Parkinson, brytyjski dziennikarz (ur. 1935)
  - Renata Scotto, włoska reżyserka i śpiewaczka operowa (sopran) (ur. 1934)
  - Giennadij Żydko, rosyjski generał pułkownik (ur. 1965)
- 2024:
  - Afa Anoaʻi Sr., samoański wrestler, trener, menedżer (ur. 1942)
  - Domingo Pérez, urugwajski piłkarz (ur. 1936)
  - Tore Ylwizaker, norweski muzyk, kompozytor, instrumentalista, członek zespołu Ulver, producent muzyczny, inżynier dźwięku (ur. 1970)
- 2025:
  - Pippo Baudo, włoski prawnik, prezenter telewizyjny (ur. 1936)
  - Fernando Cruz, portugalski piłkarz (ur. 1940)
  - Joachim Grubich, polski organista, profesor nauk o sztukach pięknych, wykładowca akademicki (ur. 1935)
  - Larry Jones, amerykański koszykarz, trener (ur. 1942)
  - Marian Nowak, polski duchowny katolicki, teolog, pedagog, profesor nauk humanistycznych, nauczyciel akademicki (ur. 1955)